# بادين أباد منغور
بادين‌ أباد منغور هي قرية في مقاطعة بيرانشهر، إيران. عدد سكان هذه القرية هو 74 في سنة 2006.